# Mine de Zhungeer
La mine de Zhungeer est une mine à ciel ouvert de lignite située en Mongolie-Intérieure en Chine. Elle appartient à Shenhua.